# Siegerswoude (Tietjerksteradeel)
Siegerswoude (Fries: Sigerswâld, [sigəz’vɔ:t]) is een buurtschap in de gemeente Tietjerksteradeel, in de Nederlandse provincie Friesland.
Het ligt aan de zuidzijde van de N31 en ten zuiden van Garijp, waaronder het formeel ook valt.

## Geschiedenis
De buurtschap is gelegen op een plek waar van oorsprong een dorp was gelegen. In 1315 werd die voor eerst vermeld als Sigerswalde. Dit dorp was een kerkdorp, maar in de loop van de 15e eeuw was het dorp aan het leeglopen. In de tweede helft van die eeuw is er nog nauwelijks bewoning. De vervallen kerk werd tussen 1482 en 1484 verbouwd tot een klooster, opgezet door vijf zusters uit het West-Friese Hoorn.
Het klooster deed dienst tot 1580, toen Roomse kerken verboden werden. Ook de kloosters werden gesloten. Het klooster in Siegerswoude werd in opdracht van de overheid in 1581 afgebrand. De omgeving bleef wel (licht) bewoond en in 1664 werd de buurtschap vermeld als Sigerswolde, in het Fries vermeld als Sijgerswaalde. Om onderscheid te maken tussen het dorp/kloosterperiode met de buurtschap werd in de 19e en begin 20ste eeuw ook wel Siegerklooster gebruikt als duiding voor wat verdwenen was.
In de tweede helft van de 20ste eeuw werd dan weer voor de buurtschap een tijdje de benaming Kloosterburen gebruikt als de duiding. De buurtschap heeft door haar verleden een relatief groot buitengebied. In meerdere fases is daarin de weg Sigerswâld verlengd. De weg loopt door tot en met de buurtschap Opperburen. Het deel van die weg dat onder de gemeente Smallingerland valt, behoort (van oorsprong) niet tot het buitengebied van de buurtschap. De grens daarvan ligt bij de Zustervaart.

## Boerderij
In de buurtschap bevindt zich een rijksmonumentale boerderij.
Steden, dorpen en gehuchten: Bartlehiem (deels) · Bergum · Eastermar · Eernewoude · Eestrum · Garijp · Giekerk · Hardegarijp · Molenend · Noordbergum · Oenkerk · Oudkerk · Rijperkerk · Suameer · Suawoude · Tietjerk · Veenwoudsterwal (deels) · Wijns

Buurtschappen: De Joere · Giekerkerhoek · Hoogzand · Iniaheide · Kleinegeest · Kuikhorne (deels) · Noordermeer · Quatrebras · Schuilenburg · Siegerswoude · Sumarreheide (Suameerderheide) · Tergracht (deels) · Witveen · Zevenhuizen · Zwartewegsend

Friesland: Steden en dorpen      Nederland: Provincies · Gemeenten